# 烤馬鈴薯
，香港又稱焗烤馬鈴薯、焗薯，是以馬鈴薯為主料，加上各式配佐料，創造出豐富的視覺及獨特口感的現烤馬鈴薯食品。

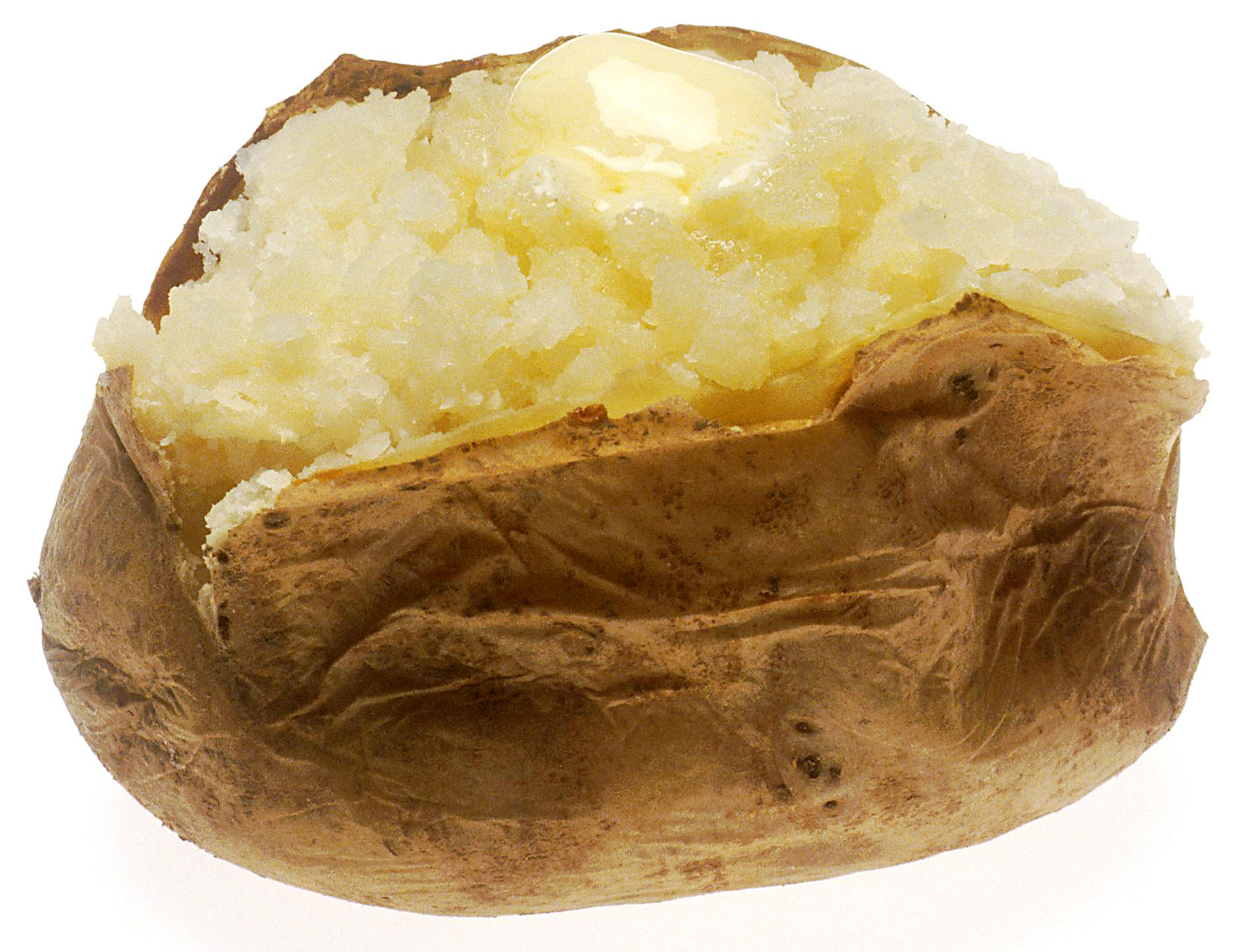
牛油烤馬鈴薯

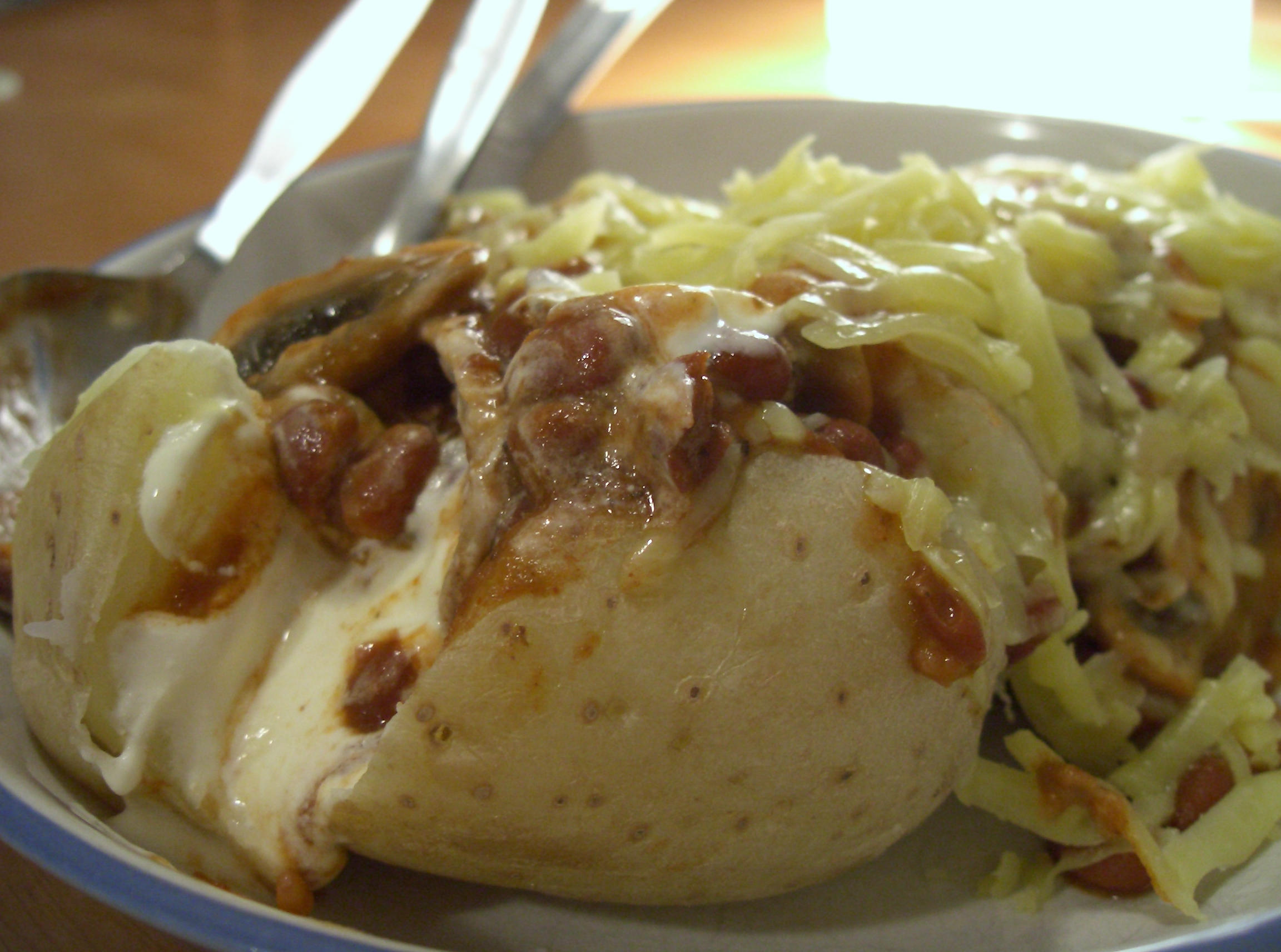
酸奶油、蘑菇、豆和起司烤馬鈴薯

由於馬鈴薯是低熱量、低脂肪食物，又因富含蛋白質、礦物質（磷、鈣等）、維生素、碳水化合物等，食後易產生飽脹感，既滿足人體所需的營養，又可減少食量，因此無論將馬鈴薯當作主食還是副食，都是相當理想的食物。

## 各地烤馬鈴薯

### 英國
烤馬鈴薯在英國已有二百多年歷史，十八世紀中葉，街頭小販常會於秋冬時節售賣烤馬鈴薯。在倫敦，每天更可售出數以十噸計的烤馬鈴薯 。烤馬鈴薯是煙火節的傳統食品，通常在大篝火上烤。
由於健康快餐的的熱潮，烤馬鈴薯再次常見於英國街頭，售賣的食肆有Big Ben' Mobile Oven之類的流動攤檔和餐廳，Spudulike多年來售賣如焗豆、辣肉醬、印度雞、大蝦冷盤、鮪魚、凉拌卷心菜和乾酪等不同配料的烤馬鈴薯。

### 德国
烤土豆（德語：Backkartoffel）是德国常见的主食，通常带皮在烤炉内烤好，配以酸奶油。另外也可配上大量配菜，称为（这一词来自德语普法尔茨方言，直译即“地梨”）。

### 北美洲
不少餐廳提供有配料的烤馬鈴薯，例如牛油、酸奶油、蝦夷蔥、蔥、碎乾酪、碎煙肉、鮭魚等，常作為牛排餐的配菜。
在烤之前把油和鹽放在馬鈴薯上，製成品會較為鬆軟，不少餐廳都會這樣做。

### 台灣小吃
始見於逢甲夜市，自從引進台灣之後，於各大夜市的台灣小吃中可說佔有一席之地且屹立不搖，更隨著顧客求新求變新吃法、口味上的不同亦發展出多元化之搭配方式，加上玉米、起司粉、鮪魚、香腸、花椰菜、燻雞、檸檬雞柳、火腿等配料，最適合焗烤且口感鬆軟。所選用的多為美國進口之褐斑薯品種，也就是褐皮的馬鈴薯；採用褐皮馬鈴薯較佳，接著在高溫下烘烤約一小時左右，再將馬鈴薯切開掏鬆，搭配新鮮佐料及起司醬汁，創造出獨特的口感。